# Jan Mostaert
Jan Mostaert (névváltozatai: Jan Mostart) (Haarlem, 1475. körül – Haarlem, 1553. körül) németalföldi festő, a gótikus és a reneszánsz elemeket egyesítő művész.

## Életpályája
Haarlemben, Hollandia művészetének bölcsőjében fiatalon tanult festeni. Mestere Jacob van Haarlem volt, aki oltárképet festett a haarlemi nagytemplomba a gabonaszállítók céhének megrendelésére. Jan Mostaert gazdag családból származott, műveltsége és festői készsége alkalmassá tette arra, a haarlemi festő céh tagja, s több alkalommal vezetője is legyen (1507–1543). 1519–1529 közt I. Fülöp kasztíliai király testvérének, Habsburg Margitnak, Németalföld helytartójának udvari festője volt. A hercegnét udvartartásával együtt mindenhova elkísérte, számos nemes úr és nemes hölgy portréját megfestette. Olyannyira hű volt a hercegnéhez, mint annak festőmestere, hogy amikor Jan Gossaert segítséget kért tőle a middelburgi apátságban vállalt munkáihoz, Mostaert visszautasította a felkérést azzal, hogy ő a nagy méltóságú Margit hercegné szolgálatában áll.
Festett vallási képeket, oltárképeket (Krisztus levétele a keresztről, az Utolsó ítélet című triptichonjai igen szemléletesek) történeti tárgyú és tájképeket is, s mint a legjobbakra, jellemző rá is a természet és a valóság alapos megfigyelése, túl látott a festő a nemesi udvaron, sőt a világba gyarmatosítani indultak tapasztalataiból is dolgozott fel témákat (Egy afrikai férfi portréja, 1525–1530 közt; Amerika meghódításának tájképe, 1520–30 közt). Számos képét stílustörténészek azonosították be, a fennmaradt képek is mutatják, hogy stílusa a gótika és az északi reneszánsz stílus egyesítése. Saját korában igen nagy megbecsülésnek örvendett, Karel van Mander feljegyzése szerint Jan Mostaert utódai örökölték azt az oklevelet, amelyben Ausztriai Margit osztrák hercegné kinyilvánította, hogy Mostaert az ő nemesembere.
Mostaert halála után 1576-ban a haarlemi nagy tűzvészben számos ház elpusztult, köztük Jan Mostaert háza is porig égett a benne levő festményekkel, vázlatokkal együtt. A festőnek sok műve elpusztult ekkor.

## Festményeiből

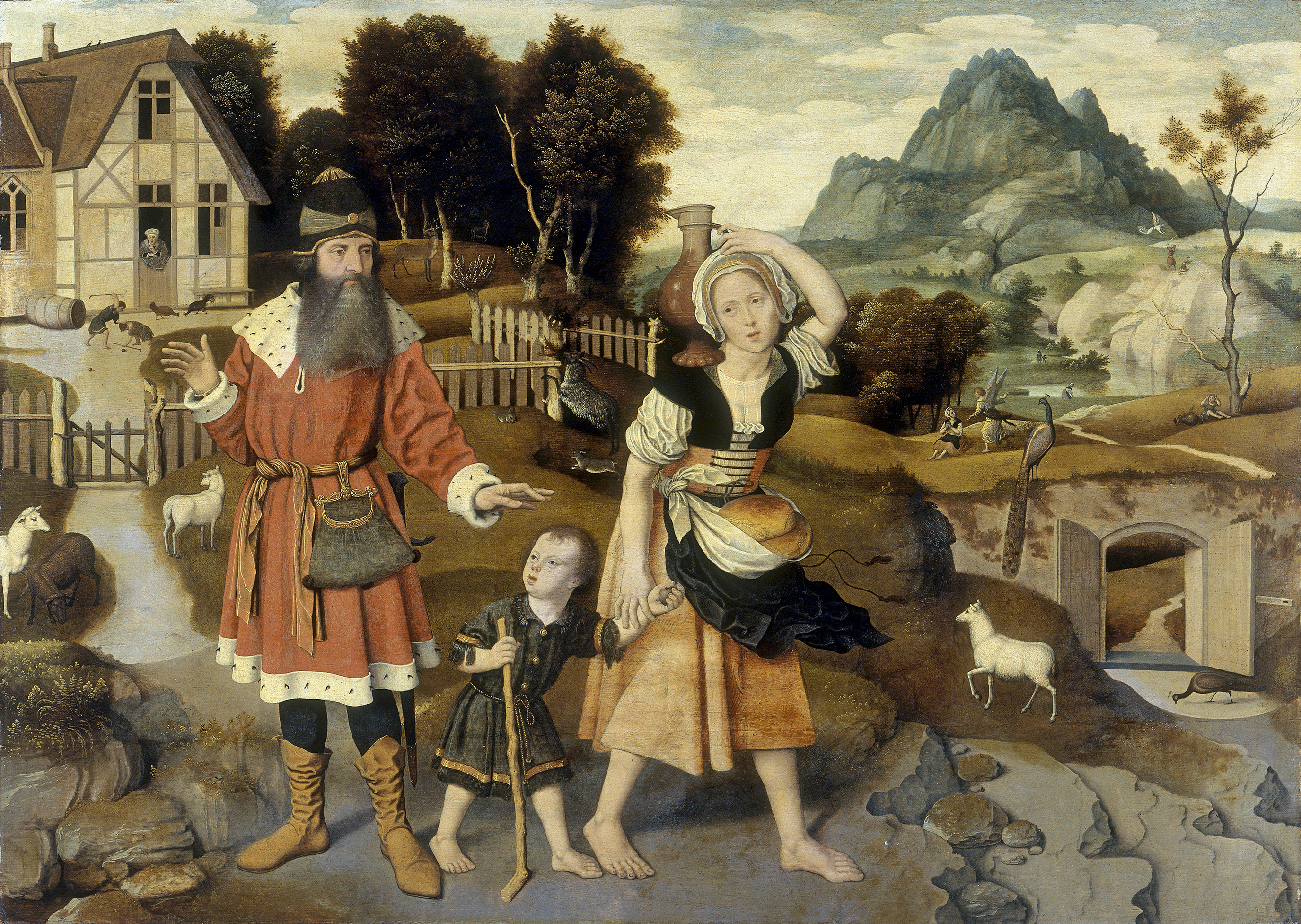
Ábrahám eltaszítja Hágárt és Izmaelt Háttérben az ablakban Sára

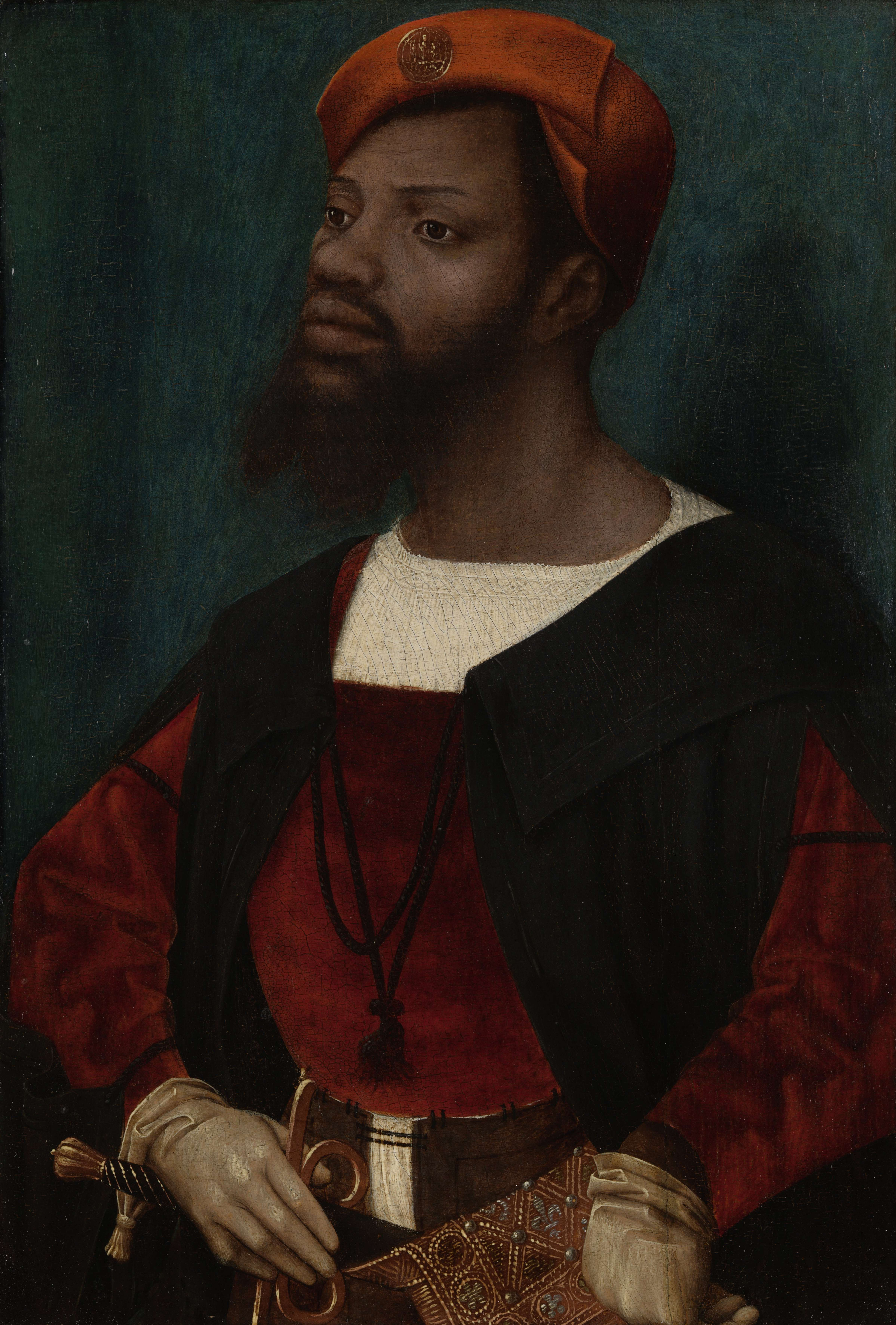
Afrikai férfi portréja

- Karácsonyéj (dominikánusok, Haarlem)
- Keresztelő Szent János levágott feje (1510–25 közt, Nemzeti Galéria, London)
- Szent Kristóf folyóban és hegyek közt (1520, Museum Mayer van den Bergh, Antwerpen)
- Ábrahám eltaszítja Hágárt és Izmaelt (1520-as évek, Thyssen-Bornemissza Múzeum, Madrid)
- Napkeleti bölcsek imádása (1520–25 körül, Museum Boijmans Van Beuningen, Rotterdam)
- Afrikai férfi portréja (1525–1530 körül, Museum Boijmans Van Beuningen, Rotterdam)
- Ecce homo (Puskin Múzeum, Moszkva)
- Istenek lakomája (mitológiai kép)
- Nyugat-indiai táj/avagy Amerika meghódítása (Pedro de Castanedo expediciója, 1540; Frans Hals Museum, Haarlem)
- Önarcképe helyett Abel van Coulster arcképe (Királyi Szépművészeti Múzeum, Brüsszel)
- Szent Anna családja
- Tájkép Szent Hubertusszal (Museum Mayer van den Bergh, Antwerpen)
- Napkeleti bölcsek imádása (1550, Rijksmuseum, Amszterdam)[7]